# لیندسی واگنر
لیندسی واگنر (به انگلیسی: Lindsay Wagner) (زادهٔ ۲۲ ژوئن ۱۹۴۹) هنرپیشه و مانکن اهل ایالات متحدهٔ آمریکا است.
از فیلم‌ها یا مجموعه‌های تلویزیونی‌ای که او در آن‌ها نقش داشته‌است می‌توان به زن بیونیک (زن اتمی)، دو آدم، سامسون، تبادل دانشجو و کمانه اشاره کرد.